# Anthelme Trimolet

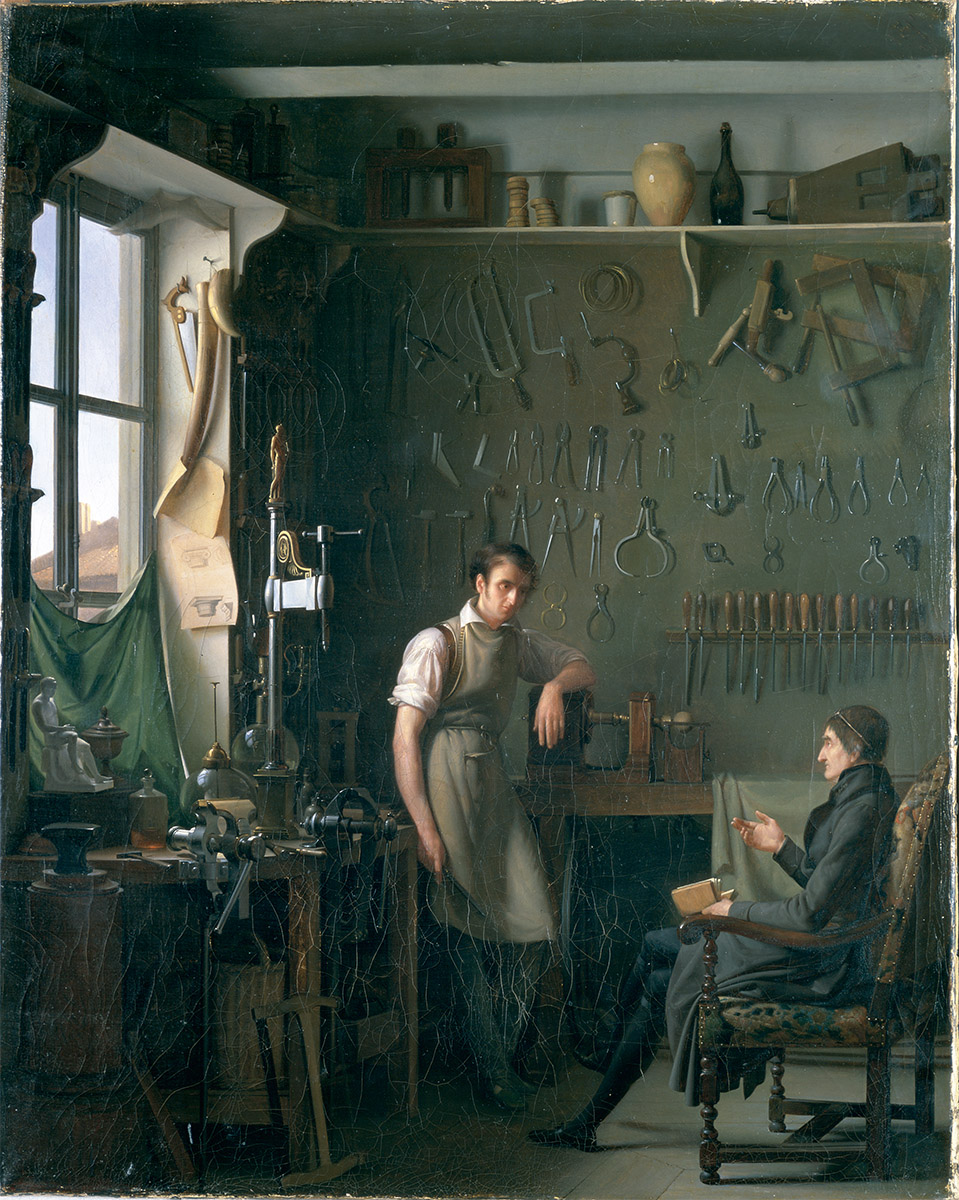
Interiorul atelierului unui mecanic

Anthelme Claude Honoré Trimolet (n. 18 mai 1798, Commune-Affranchie, Prima Republică Franceză – d. 17 decembrie 1866, Lyon, Rhône⁠(d), Franța) a fost un pictor francez, remarcat pentru portrete și interioare cu persoane.

## Biografie
Trimolet s-a născut la Lyon, fiul unui desenator. Încă de foarte tânăr, a fost înscris la École nationale des beaux-arts din Lyon. La vârsta de zece ani a fost repartizat la Școala Specială de Design și a studiat cu Pierre Révoil⁠(d) până în 1813. A primit un laur de aur în 1815 și a avut prima expoziție la Salon⁠(d) în 1819 cu „Interiorul atelierului unui mecanic”. Din acel an și până în 1830, a predat desen la Colegiul Regal, devenind profesor în 1820.
S-a arătat interesat și de arheologie și de sculptura în fildeș. În picturile sale istorice, el s-a concentrat pe scene din Evul Mediu. Ca ilustrator, a realizat scene din Henriade a lui Voltaire. În eseul „Pictorul vieții moderne”, Charles Baudelaire s-a referit la Trimolet drept un „cronicar al sărăciei și al vieții umile”. Ocazional, a lucrat ca restaurator de artă, concentrându-se în special pe vechii maeștri neerlandezi. A fost un adversar al tendinței predominante pentru detalii minuțioase în picturi și a scris un scurt poem pe această temă în care l-a remarcat pe Adriaen van der Werff⁠(d).
Împreună cu soția sa, Edma⁠(d), care era și ea artistă, a adunat o colecție mare de picturi și alte obiecte de artă, precum și monede, mobilier, bijuterii și arme vechi. Uneori, se pare că munca sa a avut de suferit din cauza devotamentului său față de această pasiune. Fiind oarecum mizantrop, era întotdeauna gata să se năpustească asupra oricărui comerciant ale cărui articole nu erau autentice. După moartea sa, Edma a continuat să colecționeze. În testamentul ei, ea a lăsat colecția lor Muzeului de Arte Frumoase din Dijon.